# Mănăstirea Radu Vodă
Mănăstirea Radu Vodă este o mănăstire din România situată în București, clasată ca monument istoric, cu codul  B-II-a-A-19498.

## Istoric
Pe locul unde se ridică astăzi Mănăstirea Radu Vodă s-au descoperit importante vestigii arheologice datate din perioada paleoliticului. În vremea geto-dacilor, așezarea de pe colina din apropierea Pieței Unirii de astăzi dispunea de puternice fortificații, constituindu-se într-un punct strategic de prim rang.
Prima biserică de pe colina Radu Vodă este atribuită domnitorului Mihnea cel Rău (1508-1509), cea de-a doua fiind ctitorie a domnitorului Alexandru al II-lea Mircea (1568-1577), strănepot al lui Vlad Țepeș. Fiul său, Mihnea Turcitul, va înzestra mănăstirea cu moșii, sate și odoare de preț – sporind prestigiul ei în Țara Românească. În timpul domniei sale, în mănăstire este înființată prima bibliotecă din București. În 1595, biserica Mănăstirii Radu Vodă a fost folosită temporar drept moschee de către trupele lui Sinan Pașa, iar apoi incendiată în retragerea acestora din calea armatei lui Mihai Viteazul. Radu Vodă Mihnea reface din temelii mănăstirea, în 1625, închinând-o Mănăstirii Ivirion din Athos. Patriarhul Macarie al Antiohiei și Paul de Alep, vizitând Mănăstirea Radu Vodă în 1653-1657, rămân profund impresionați de arhitectura acesteia. Cutremurele din 1829 și din 1838 îi vor produce Mănăstirii Radu Vodă mari pagube, fiind necesare ample lucrări de refacere. În 1875, Titu Maiorescu, în acea vreme ministru al cultelor, hotărăște dărâmarea unei părți însemnate din mănăstire – ca și a altor incinte mănăstirești și hanuri din București –, considerate clădiri insalubre. Biserica, turnul-clopotniță și o parte din chilii vor rămâne totuși nedemolate. Dacă în perioada 1839-1847 la Radu Vodă va funcționa Seminarul Mitropoliei, iar mai târziu, pentru o scurtă perioadă, Liceul Francez, la începuturile perioadei comuniste va funcționa aici o școală de cadre de partid. Clădirile Seminarului Teologic, aflate la sud de biserică, datează din 1893, fiind construite prin grija lui Ion Scorțeanu și a surorii sale Maria Șchiopescu, ca internat al seminarului. În 1960 mănăstirea este desființată. Ulterior, Patriarhul Justinian va cere restaurarea bisericii de la Radu Vodă între anii 1969 și 1974, locașul fiind resfințit în 1979. Pictura bisericii aparține arhimandritului Sofian Boghiu, în pronaos păstrându-se totuși o parte însemnată din pictura lui Gheorghe Tattarescu. Mănăstirea a fost reactivată în 1998 de către Patriarhul Teoctist.
În biserica Mănăstirii Radu Vodă se află mormântul Patriarhului Justinian Marina.

## Galerie

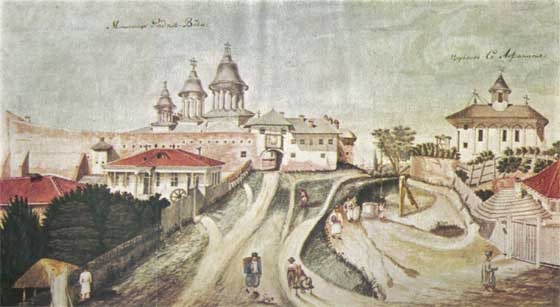
Mănăstirea Radu Vodă la 1830
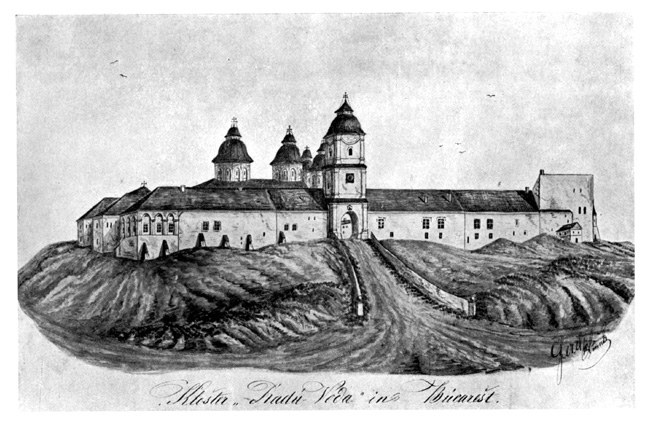
Mănăstirea Radu Vodă la 1856
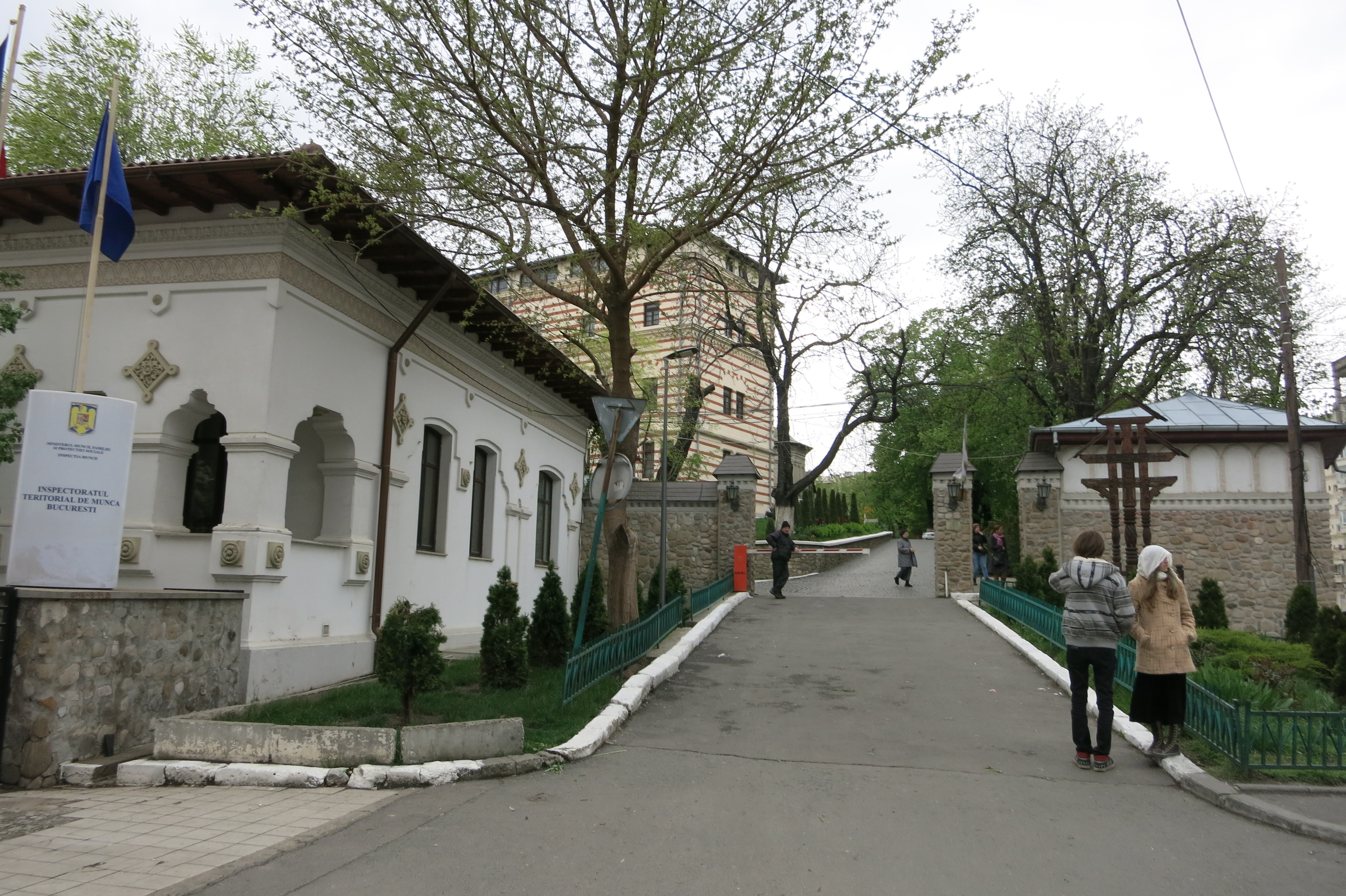
Intrare
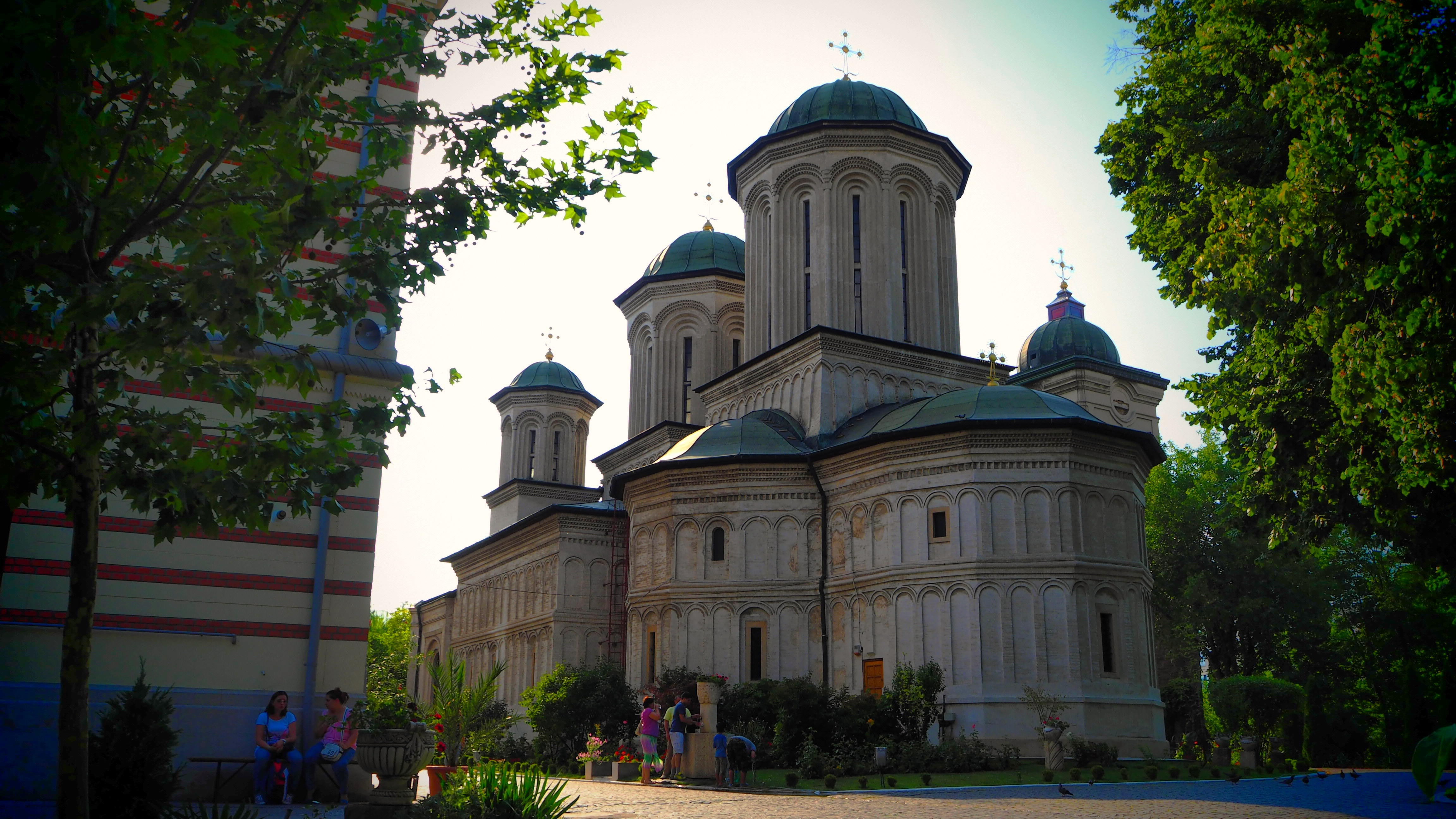
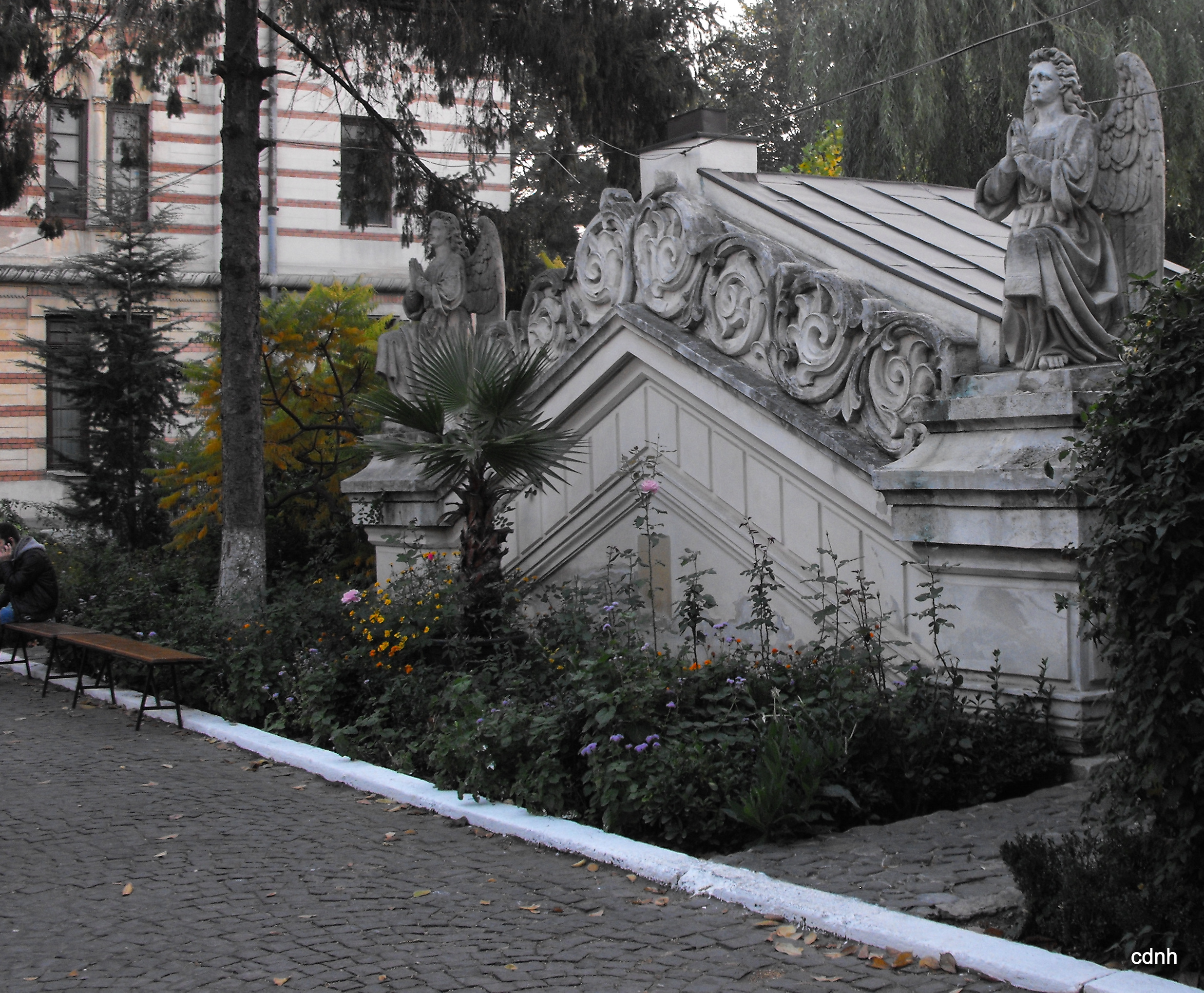
În curtea mănăstirii
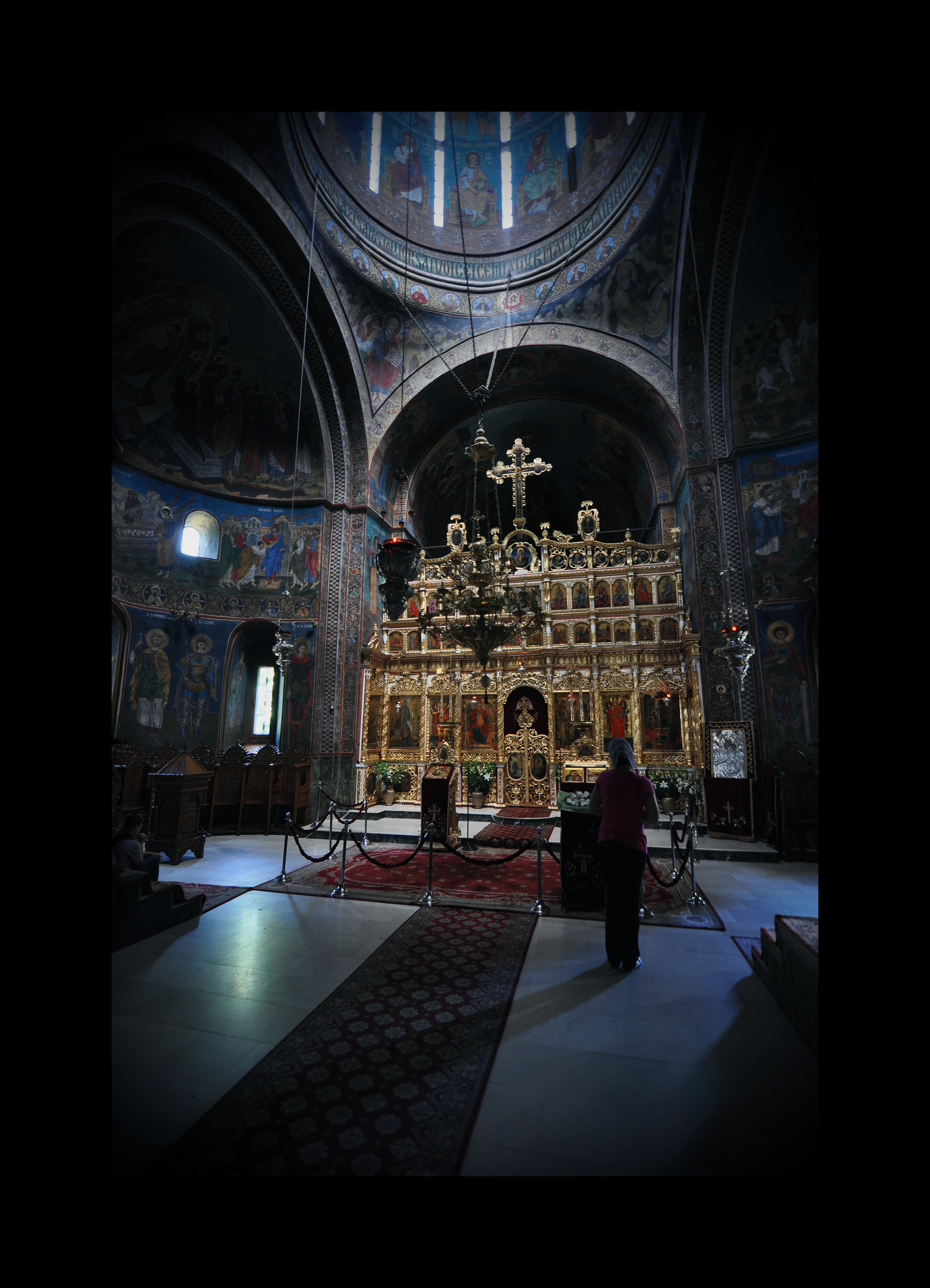
Interior
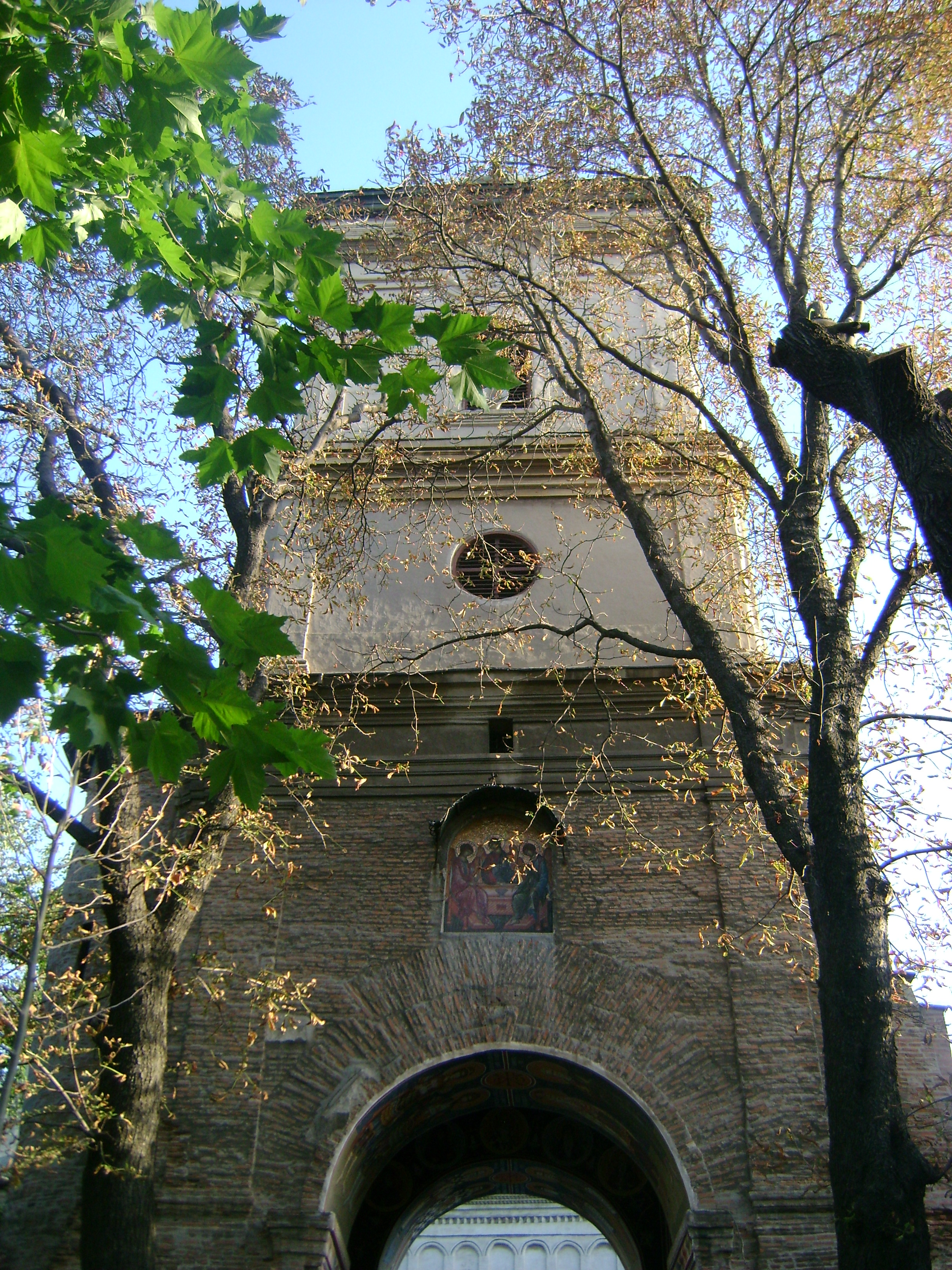
Turnul-clopotniță
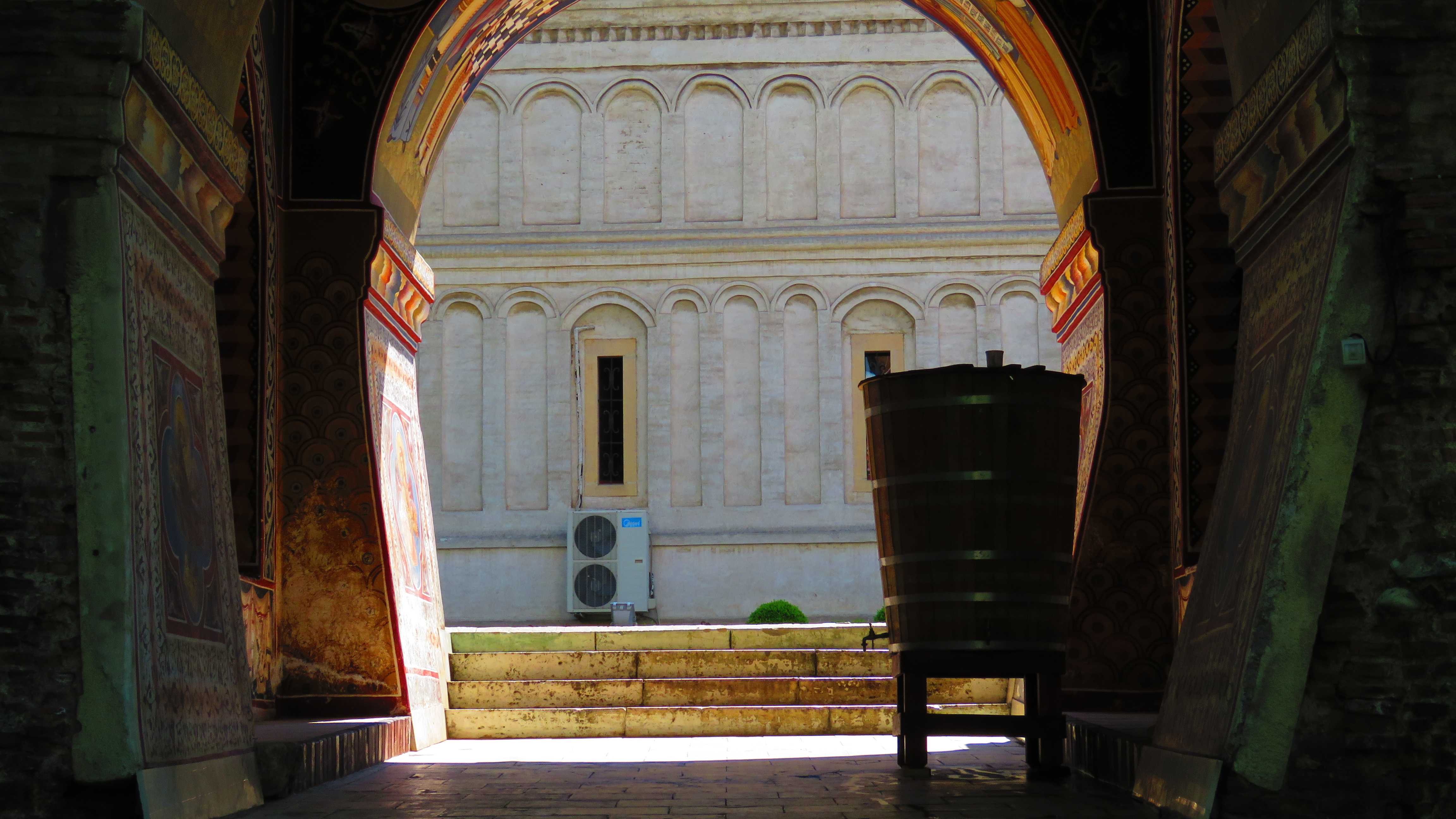
Mănăstirea Radu Vodă
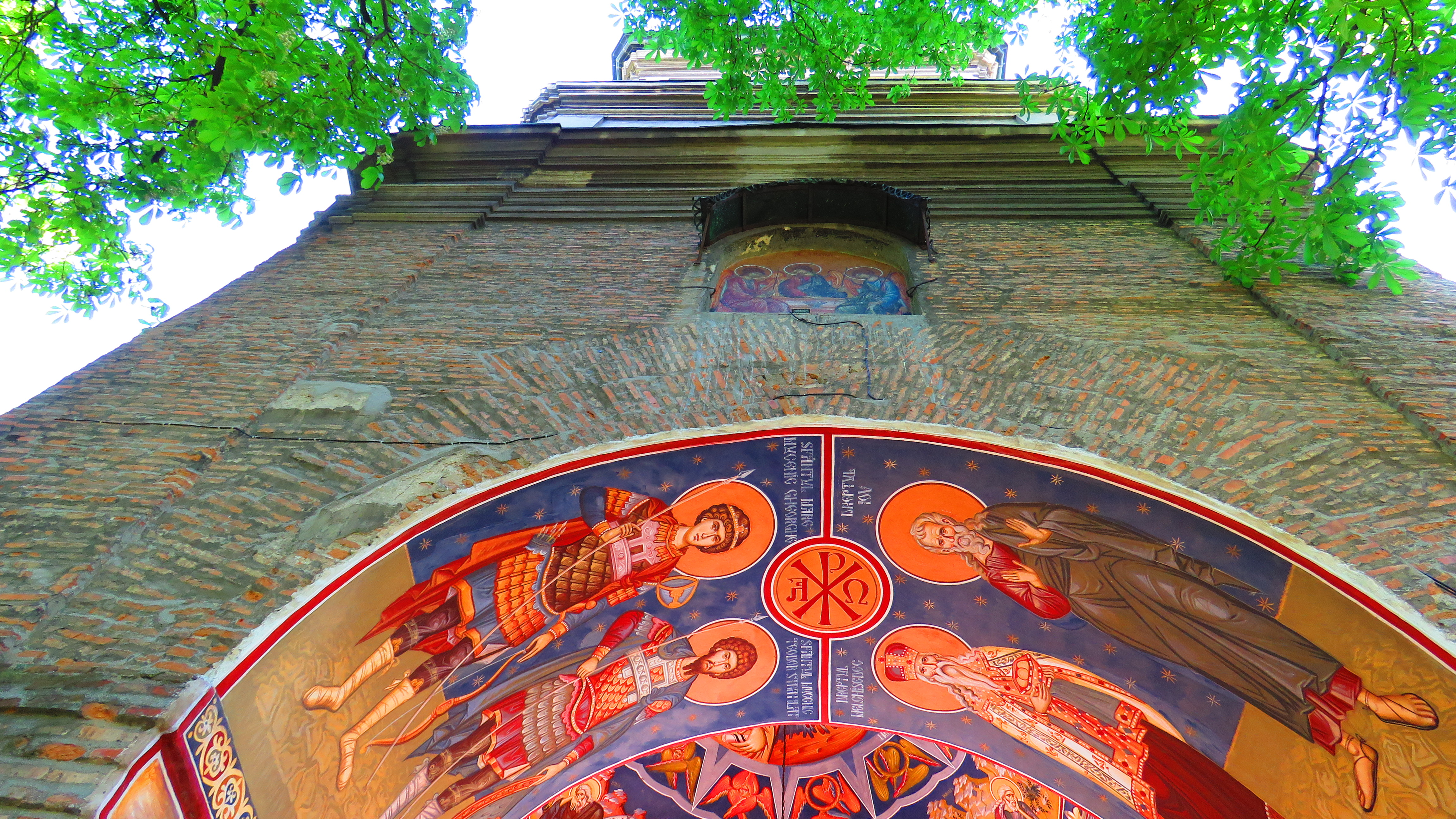
Mănăstirea Radu Vodă

## Bibliografie

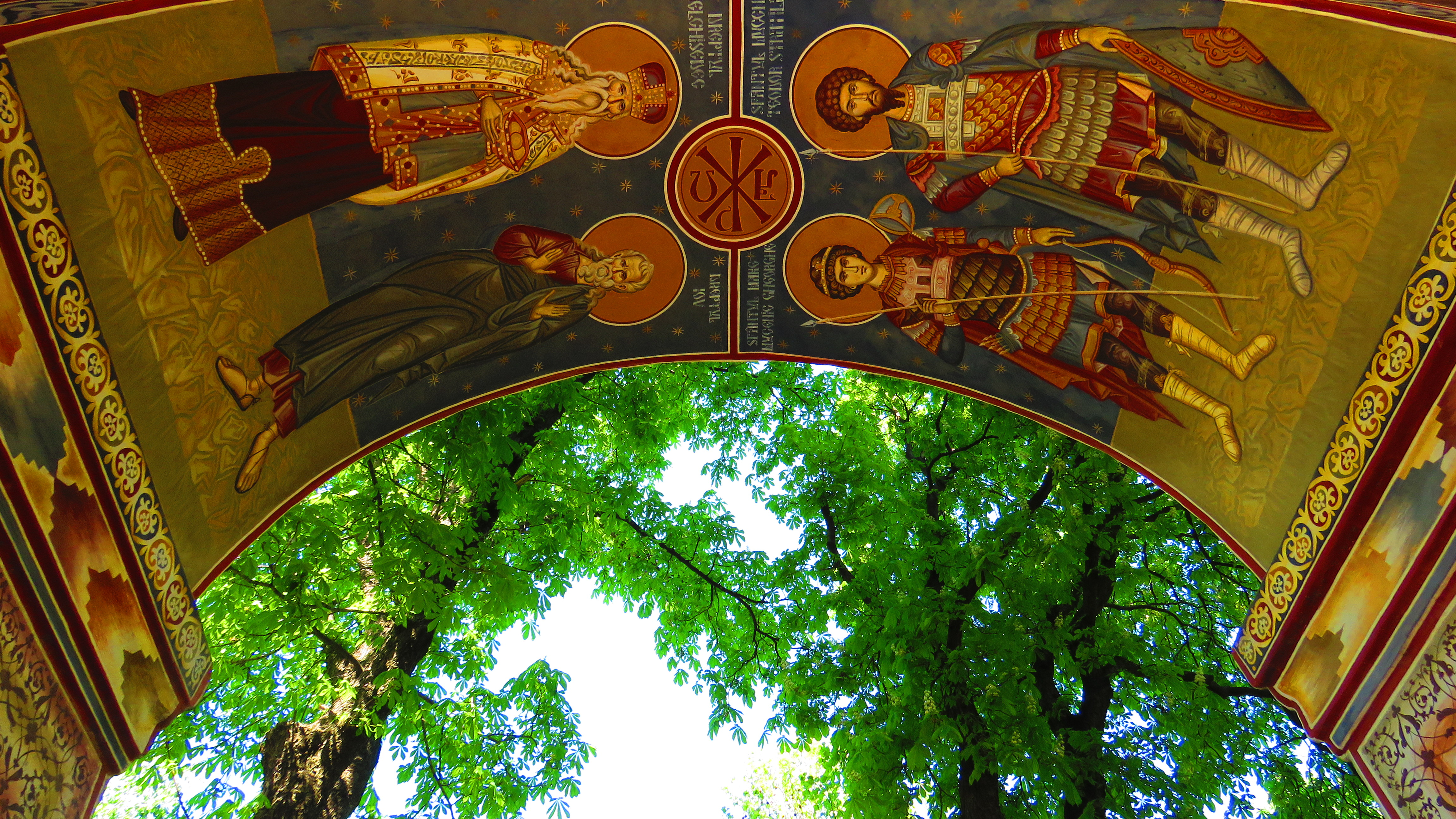
Mănăstirea Radu Vodă